# Natálie Taschlerová
Natálie Taschlerová (ur. 9 grudnia 2001 w Brnie) – czeska łyżwiarka figurowa startująca w parach tanecznych z bratem Filipem Taschlerem. Uczestniczka igrzysk olimpijskich (2022), uczestniczka mistrzostw Europy i mistrzostw świata juniorów, medalistka zawodów z cyklu Challenger Series, dwukrotna mistrzyni Czech seniorów (2022, 2023) i trzykrotna mistrzyni Czech juniorów (2018–2020).

## Osiągnięcia
Z Filipem Taschlerem
| Zawody                                | 16–17          | 17–18          | 18–19          | 19–20          | 20–21          | 21–22          | 22–23          | 23–24          |                |                |                |                |                |                |                |                |                |
| Międzynarodowe                        | Międzynarodowe | Międzynarodowe | Międzynarodowe | Międzynarodowe | Międzynarodowe | Międzynarodowe | Międzynarodowe | Międzynarodowe | Międzynarodowe | Międzynarodowe | Międzynarodowe | Międzynarodowe | Międzynarodowe | Międzynarodowe | Międzynarodowe | Międzynarodowe | Międzynarodowe |
| ------------------------------------- | -------------- | -------------- | -------------- | -------------- | -------------- | -------------- | -------------- | -------------- | -------------- | -------------- | -------------- | -------------- | -------------- | -------------- | -------------- | -------------- | -------------- |
| Zimowe igrzyska olimpijskie           |                |                |                |                |                | 16             |                |                |                |                |                |                |                |                |                |                |                |
| Mistrzostwa świata                    |                |                |                | C              | 22             | 13             | 8              | 15             |                |                |                |                |                |                |                |                |                |
| Mistrzostwa Europy                    |                |                |                | 19             | C              | 11             | 6              | 7              |                |                |                |                |                |                |                |                |                |
| GP Grand Prix Espoo                   |                |                |                |                |                |                | 5              |                |                |                |                |                |                |                |                |                |                |
| GP MK John Wilson Trophy              |                |                |                |                |                |                | 5              |                |                |                |                |                |                |                |                |                |                |
| GP Skate America                      |                |                |                |                |                |                |                | 5              |                |                |                |                |                |                |                |                |                |
| CS Finlandia Trophy                   |                |                |                |                |                |                | 4              |                |                |                |                |                |                |                |                |                |                |
| CS Lombardia Trophy                   |                |                |                |                |                | 5              | 3              |                |                |                |                |                |                |                |                |                |                |
| CS Memoriał Ondreja Nepeli            |                |                |                |                |                |                |                | 3              |                |                |                |                |                |                |                |                |                |
| CS Nebelhorn Trophy                   |                |                |                |                | 1              | 5              |                |                |                |                |                |                |                |                |                |                |                |
| CS Warsaw Cup                         |                |                |                |                |                | 6              |                |                |                |                |                |                |                |                |                |                |                |
| Egna Trophy                           |                |                |                | 8              |                |                |                |                |                |                |                |                |                |                |                |                |                |
| Open d’Andorra                        |                |                |                | 2              |                |                |                |                |                |                |                |                |                |                |                |                |                |
| Międzynarodowe: Kategorie młodzieżowe |                |                |                |                |                |                |                |                |                |                |                |                |                |                |                |                |                |
| Mistrzostwa świata juniorów           |                | 18             | 14             | 16             |                |                |                |                |                |                |                |                |                |                |                |                |                |
| JGP w Austrii                         |                | 13             |                |                |                |                |                |                |                |                |                |                |                |                |                |                |                |
| JGP w Chorwacji                       |                |                |                | 5              |                |                |                |                |                |                |                |                |                |                |                |                |                |
| JGP w Czechach                        |                |                | 11             |                |                |                |                |                |                |                |                |                |                |                |                |                |                |
| JGP na Litwie                         |                |                | 13             |                |                |                |                |                |                |                |                |                |                |                |                |                |                |
| JGP w Polsce                          |                | 12             |                |                |                |                |                |                |                |                |                |                |                |                |                |                |                |
| JGP w Stanach Zjednoczonych           |                |                |                | 3              |                |                |                |                |                |                |                |                |                |                |                |                |                |
| Alpen Trophy                          |                |                | 2 J            |                |                |                |                |                |                |                |                |                |                |                |                |                |                |
| Bavarian Open                         |                | 4 J            | 6 J            |                |                |                |                |                |                |                |                |                |                |                |                |                |                |
| Halloween Open                        |                |                |                | 2 J            |                |                |                |                |                |                |                |                |                |                |                |                |                |
| Ice Challenge                         |                | 5 J            |                |                |                |                |                |                |                |                |                |                |                |                |                |                |                |
| Memoriał Pavla Romana                 | 2 AN           |                | 4 J            |                |                |                |                |                |                |                |                |                |                |                |                |                |                |
| Open d’Andorra                        |                |                | 3 J            |                |                |                |                |                |                |                |                |                |                |                |                |                |                |
| Santa Claus Cup                       |                | 14 J           |                |                |                |                |                |                |                |                |                |                |                |                |                |                |                |
| Krajowe                               |                |                |                |                |                |                |                |                |                |                |                |                |                |                |                |                |                |
| Mistrzostwa Czech                     |                | 1 J            | 1 J            | 1 J            |                | 1              | 1              |                |                |                |                |                |                |                |                |                |                |
| Zawody drużynowe                      |                |                |                |                |                |                |                |                |                |                |                |                |                |                |                |                |                |
| Zimowe igrzyska olimpijskie           |                |                |                |                |                | 8              |                |                |                |                |                |                |                |                |                |                |                |

## Programy

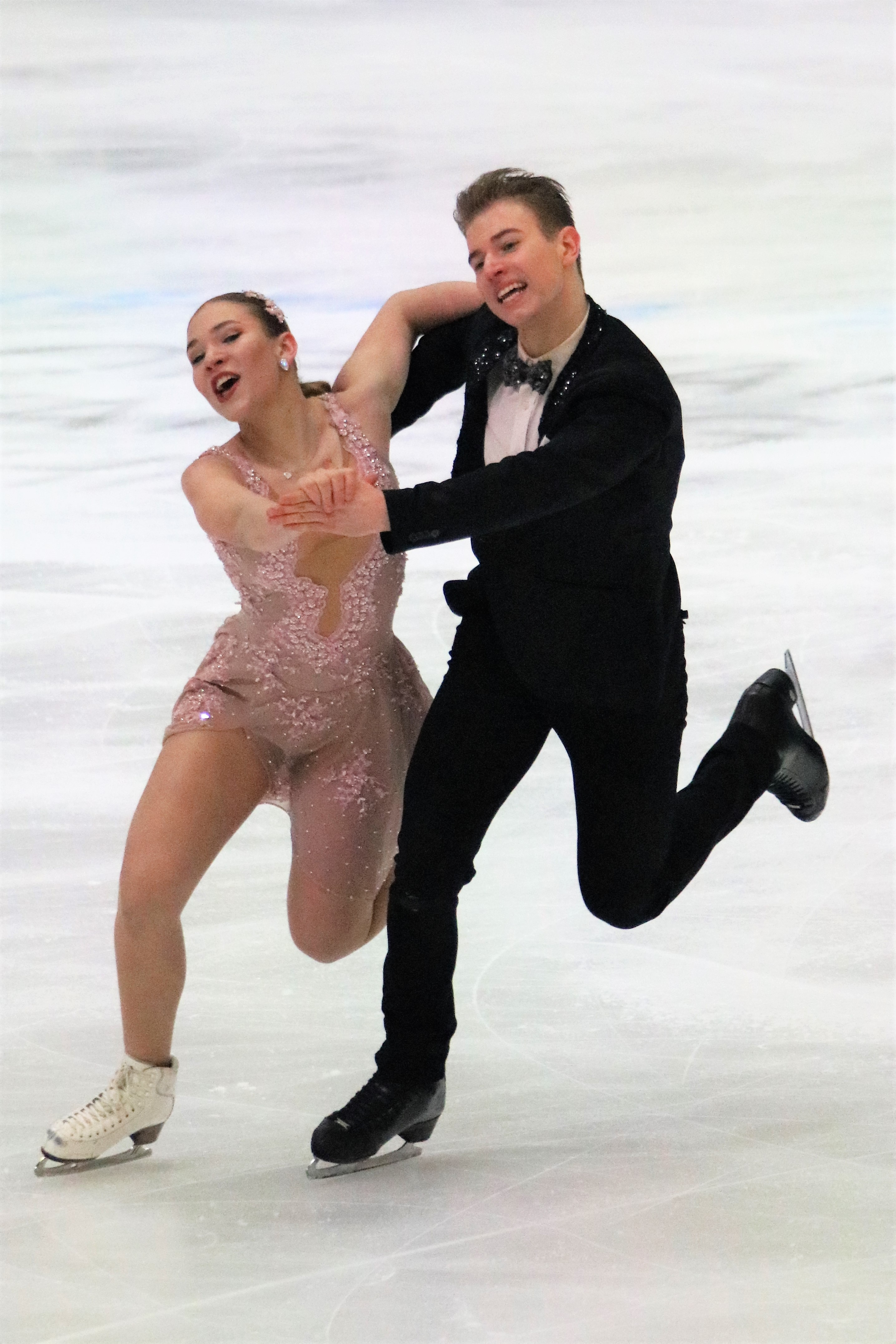
Taniec rytmiczny (ME 2020)

Natálie Taschlerová / Filip Taschler
| Sezon   | Taniec rytmiczny (RD) | Taniec dowolny (FD) |
| ------- | --- | --- |
| 2020–21 | - Jersey Boys medley – Bob Gaudio, Bob Crewe - Swing: Walk Like a Man - Swing: Can’t Take My Eyes Off You - Swing: December 1963 choroegrafia: Matteo Zanni | - Yuyo Verde – Domingo Federico, Exposito - Oblivion – Astor Piazzolla - Primavera Portena– Astor Piazzolla choroegrafia: Matteo Zanni |
| 2019–20 | - Quickstep: Entr'act (z An American in Paris) - Fokstrot: Crazy for You – Slap That Bass - Quickstep: Puttin’ on the Ritz (z Top Hat) - Swing: That’s Entertainment (z The Band Wagon) - Quickstep: Entr'act (z An American in Paris) - Fokstrot: 'S Wonderful (z An American in Paris) - Quickstep: You're Getting to Be a Habit with Me (z 42nd Street) | - Place de la Republique – Cœur de pirate - Sand – Nathan Lanier - Place de la Republique – Cœur de pirate                             |
| 2018–19 | - Tango: Tu Sentimiento performed – Tango Jointz - Flamenco: Consedor Flamenco - Street: Ramalama (Bang Bang) – Roisin Murphy, Matthew Herbet | - Believer – Imagine Dragons - Chasing Cars – Snow Patrol                                                                              |
| Sezon   | Taniec krótki (SD) | Taniec dowolny (FD) |
| 2017–18 | - Cha-cha: Cha Charanga – El Rubio Loco - Rumba: Temptation – Tom Waits - Merengue: Bailar – Elvis Crespo, Erick Orrosquieta, Robert Fernandez | - Over the Rainbow – Harold Arlen, Yip Harburg - In This Shirt – The Irrepressibles, oryg. Jamie McDermott                             |